# 川のほとりで
『川のほとりで』は、2021年4月2日から毎週金曜 23時00分 - にWOWOWプライムで放送されているテレビドラマ。監督は平山秀幸、主演は綾田俊樹とベンガル。東京乾電池の綾田とベンガルによる演劇ユニット「綾ベン企画」で上演された舞台「川のほとりで3賢人」をベースに、完全オリジナルストーリーで展開されるホームレスコメディ。

## キャスト
トシちゃん
演 - 綾田俊樹（episode1 - 6）
多摩川河川敷に住み着くホームレス。人懐っこいが計算高いしたたかさもある。
BB
演 - ベンガル（episode1 - 6）
多摩川河川敷に住み着くホームレス。一見サッパリとしているが、物につられて考えをあっさり変えてしまうことがある。
ナオ
演 - 成海璃子（episode1・episode6）
小劇団に所属する若手女優。
ペマ子
演 - 小泉今日子（episode2）
多摩川河川敷に新たに住み着いた国籍不詳の女性。
チャメさん
演 - 岸部一徳（episode3・episode6）
多摩川河川敷に住み着くホームレスのリーダー的存在。
鈴木
演 - 山田裕貴（episode5）
川でトシちゃんとBBが出会う不思議な青年。
馬場マチコ
演 - 広岡由里子（episode1・episode3・episode6）
多摩川河川敷に住み着く女ホームレス。
佐藤
演 - 山内圭哉（episode2・episode6）
区役所福祉課の職員。
聖さん
演 - 倍賞美津子（episode6）
多摩川河川敷に住み着く女ホームレスで、ホームレス界のジャンヌ・ダルクと称される。
優子
演 - 臼田あさ美（episode3）
チャメさんの娘。
桜井
演 - 瀧川鯉昇（episode3）
大洗の食品加工会社の経営者。

## スタッフ
- 監督 - 平山秀幸
- 脚本 - てっかんマスター、奥寺佐渡子、山田耕大、安倍照雄、長塚圭史、平山秀幸
- 音楽 - 安川午朗
- 制作協力 - オフィス・シロウズ
- 製作著作 - WOWOW

## 放送日程
| 話数     | 放送日  | 脚本                      |
| -------- | ------- | ------------------------- |
| episode1 | 4月02日 | てっかんマスター          |
| episode2 | 4月09日 | 奥寺佐渡子                |
| episode3 | 4月16日 | てっかんマスター 山田耕大 |
| episode4 | 4月23日 | 安倍照雄                  |
| episode5 | 4月30日 | 長塚圭史                  |
| episode6 | 5月07日 | 平山秀幸                  |